# 티엔응찐빈
티엔응찐빈(베트남어: Thiên Ứng Chính Bình / 天應政平 천응정평 / 1232년 7월 ~ 1251년 2월)은 베트남 쩐 왕조(陳朝) 태종(太宗) 쩐까인(陳煚)의 두번째 연호이다.

## 개원
- 끼엔쭝(建中) 8년 7월 22일[1](율리우스력 1232년 8월 10일)에 연호를 티엔응찐빈(天應政平)으로 개원함.[2][3]

- 티엔응찐빈(天應政平) 20년(1251년) 2월에 연호를 응우옌퐁(元豊)으로 개원함.[2]

## 연대 대조표
| 티엔응찐빈 | 서기(西紀) | 간지(干支) | 남송 연호       |
| 원년       | 1232년     | 임진(壬辰) | 소정(紹定) 5년  |
| 2년        | 1233년     | 계사(癸巳) | 소정 6년        |
| 3년        | 1234년     | 갑오(甲午) | 단평(端平) 원년 |
| 4년        | 1235년     | 을미(乙未) | 단평 2년        |
| 5년        | 1236년     | 병신(丙申) | 단평 3년        |
| 6년        | 1237년     | 정유(丁酉) | 가희(嘉熙) 원년 |
| 7년        | 1238년     | 무술(戊戌) | 가희 2년        |
| 8년        | 1239년     | 기해(己亥) | 가희 3년        |
| 9년        | 1240년     | 경자(庚子) | 가희 4년        |
| 10년       | 1241년     | 신축(辛丑) | 순우(淳祐) 원년 |
| 티엔응찐빈 | 서기(西紀) | 간지(干支) | 남송 연호       |
| 11년       | 1242년     | 임인(壬寅) | 순우(淳祐) 2년  |
| 12년       | 1243년     | 계묘(癸卯) | 순우 3년        |
| 13년       | 1244년     | 갑진(甲辰) | 순우 4년        |
| 14년       | 1245년     | 을사(乙巳) | 순우 5년        |
| 15년       | 1246년     | 병오(丙午) | 순우 6년        |
| 16년       | 1247년     | 정미(丁未) | 순우 7년        |
| 17년       | 1248년     | 무신(戊申) | 순우 8년        |
| 18년       | 1249년     | 기유(己酉) | 순우 9년        |
| 19년       | 1250년     | 경술(庚戌) | 순우 10년       |
| 20년       | 1251년     | 신해(辛亥) | 순우 11년       |

## 동시대 연호

### 중국
남송(南宋)
- 소정(紹定) (1228년 ~ 1233년)
- 단평(端平) (1234년 ~ 1236년)
- 가희(嘉熙) (1237년 ~ 1240년)
- 순우(淳祐) (1241년 ~ 1252년)

금(金)
- 천흥(天興) (1232년 ~ 1234년)

대리국(大理國)
- 인수(仁壽) (1227년 ~ 1238년)
- 도륭(道隆) (1239년 ~ 1251년)

### 일본
- 조에이(貞永) (1232년 ~ 1233년)
- 덴푸쿠(天福) (1233년 ~ 1234년)
- 분랴쿠(文暦) (1234년 ~ 1235년)
- 가테이(嘉禎) (1235년 ~ 1238년)
- 랴쿠닌(暦仁) (1238년 ~ 1239년)
- 엔오(延応) (1239년 ~ 1240년)
- 닌지(仁治) (1240년 ~ 1243년)
- 간겐(寛元) (1243년 ~ 1247년)
- 호지(宝治) (1247년 ~ 1249년)
- 겐초(建長) (1249년 ~ 1256년)

## 같이 보기
- 베트남의 연호